# Ameronothrus nigrofemoratus
Ameronothrus nigrofemoratus är en kvalsterart som först beskrevs av Ludwig Carl Christian Koch 1879.  Ameronothrus nigrofemoratus ingår i släktet Ameronothrus och familjen Ameronothridae. Inga underarter finns listade i Catalogue of Life.